# Stenocoptus biapicatus
Stenocoptus biapicatus là một loài bọ cánh cứng trong họ Cerambycidae.